# Raúl Benítez (futbolista)
Raúl Alejandro Benítez (Formosa, Argentina; 14 de enero de 1993) es un futbolista argentino. Juega de delantero y su equipo actual es el Juticalpa de la Liga Nacional de Honduras.

## Trayectoria
Debutó profesionalmente con el Club Atlético Independiente de Fontana del Torneo Federal B. 
En 2015 firmó con el General Díaz de la Primera División de Paraguay. El 5 de julio de 2015 anotó un gol en el empate 1-1 frente al Libertad.
El 10 de julio de 2023 se oficializó su fichaje por el Juticalpa, con el que consiguió el bicampeonato en la segunda división hondureña y el ascenso a la primera.

## Clubes
| Club                     | País      | Año       | PJ | Goles |
| ------------------------ | --------- | --------- | -- | ----- |
| Independiente de Fontana | Argentina | 2014-2015 | 9  | 3     |
| General Díaz             | Paraguay  | 2015      | 10 | 1     |
| Huracán de Goya          | Argentina | 2016-2019 | 42 | 11    |
| Boca Unidos              | Argentina | 2019      | 10 | 0     |
| Timbó                    | Argentina | 2020      | 4  | 0     |
| Guaraní Antonio Franco   | Argentina | 2021-2022 | 19 | 1     |
| Meluca                   | Honduras  | 2022-2023 | 26 | 19    |
| Juticalpa                | Honduras  | 2023-Act. | 38 | 15    |